# 雙葉小学校附属幼稚園
雙葉小学校附属幼稚園（ふたばしょうがっこうふぞくようちえん）は、東京都千代田区六番町にある私立幼稚園。

## 概要
幼きイエス会（旧サン・モール修道会）を設立母体とするキリスト教系（カトリック系）の学校法人、雙葉学園によって設置・運営されており、雙葉小学校、雙葉中学校・高等学校が女子校であるのに対して、本校は男女共学となっている。校訓は、「徳においては純真に」「義務においては堅実に」。

## 沿革
- 1875年（明治8年） - 東京築地に「築地語学校」を開校。
- 1910年（明治43年） - 「雙葉女子尋常小学校付属幼稚園」創立。
- 1947年（昭和22年） - 雙葉小学校附属幼稚園となる。

## 著名な出身者
- 上皇后美智子（皇族）
- 鮎川弥一
- 鮎川金次郎
- 犬丸一郎
- 北里一郎
- 潮田洋一郎（実業家）
- 加瀬英明（評論家）
- 桃井かおり（女優）
- 村松えり（女優）
- 蓮実重彦（学者）
- 藤巻健史（政治家、元トレーダー）
- 勝海麻衣（モデル、銭湯絵師見習い）